# Gerrodes longipes
Gerrodes longipes är en fjärilsart som beskrevs av Druce 1889. Gerrodes longipes ingår i släktet Gerrodes och familjen nattflyn. Inga underarter finns listade i Catalogue of Life.